# Gò Công (thành phố)
Gò Công là một thành phố cũ nằm ở phía đông tỉnh Tiền Giang, Việt Nam. (Nay là một phường ở trực thuộc tỉnh Đồng Tháp mới theo đề án sắp xếp tinh gọn của tổng bí thư Tô Lâm giai đoạn 2025 - 2030)

## Địa lý
Thành phố Gò Công nằm ở phía đông tỉnh Tiền Giang, cách Thành phố Hồ Chí Minh 60 km về phía nam, cách thành phố Mỹ Tho 35 km về phía đông, có vị trí địa lý:
- Phía đông và phía nam giáp huyện Gò Công Đông
- Phía tây giáp huyện Gò Công Tây và huyện Châu Thành, tỉnh Long An
- Phía bắc giáp huyện Cần Đước, tỉnh Long An qua sông Vàm Cỏ.

Theo thống kê, đến ngày 31 tháng 12 năm 2022, thành phố Gò Công có diện tích 101,69 km², dân số là 151.937 người, mật độ dân số đạt 1.494 người/km².

## Hành chính
Thành phố Gò Công có 10 đơn vị hành chính cấp xã trực thuộc, bao gồm 7 phường: 1, 2, 5, Long Chánh, Long Hòa, Long Hưng, Long Thuận và 3 xã: Bình Đông, Bình Xuân, Tân Trung.
| Tên        | Diện tích năm 2022 (km²) | Dân số năm 2022 (người) |
| ---------- | ------------------------ | ----------------------- |
| Phường (7) |                          |                         |
| Phường 1   | 1,81                     | 19.589                  |
| Phường 2   | 1,80                     | 19.500                  |
| Phường 5   | 1,66                     | 11.514                  |
| Long Chánh | 7,87                     | 9.822                   |
| Long Hòa   | 6,59                     | 10.380                  |
| Long Hưng  | 6,51                     | 11.201                  |
| Long Thuận | 6,45                     | 11.538                  |

| Tên       | Diện tích năm 2022 (km²) | Dân số năm 2022 (người) |
| --------- | ------------------------ | ----------------------- |
| Xã (3)    |                          |                         |
| Bình Đông | 22,25                    | 18.988                  |
| Bình Xuân | 26,55                    | 22.230                  |
| Tân Trung | 20,20                    | 18.401                  |

## Lịch sử
Tên gọi Gò Công do nơi này nguyên sơ là vùng gò đất có nhiều chim công.
Vùng đất này trước đây thuộc tỉnh Gò Công, tuy nhiên cũng có thời kỳ thuộc huyện Gò Công, tỉnh Mỹ Tho, xa hơn là thuộc tỉnh Gia Định.
Gò Công từng là tỉnh lỵ của tỉnh Gò Công cũ vào thời Pháp thuộc trước năm 1956 và trong giai đoạn 1964–1975 dưới thời Việt Nam Cộng hòa. Tuy nhiên, về phía chính quyền Cách mạng lúc bấy giờ, trong giai đoạn 1957–1968, Gò Công chỉ là thị trấn huyện lỵ của huyện Gò Công, tỉnh Mỹ Tho.
Sau năm 1968, Gò Công mới trở lại là tỉnh lỵ của tỉnh Gò Công khi tỉnh này được phía chính quyền Cách mạng tái lập và tách ra khỏi tỉnh Mỹ Tho.
Thời Gia Long (1802–1819), trung tâm thành phố Gò Công hiện nay là thôn Bình Thuận Đông và thôn Bình Thuận Tây, phía bắc là thôn Tân Niên Trung, Bình Xuân, Bình Thạnh Đông thuộc tổng Hòa Bình, huyện Kiến Hoà, thành Gia Định.
Thời vua Minh Mạng, Thiệu Trị, Tự Đức, vùng trung tâm Gò Công là huyện lỵ của huyện Tân Hòa, phủ Hòa Thạnh, tỉnh Gia Định.
Năm 1836, vùng phía nam, hai thôn Bình Thuận Đông được đổi tên thành thôn Thuận Tắc và thôn Bình Thuận Tây được đổi tên thành thôn Thuận Ngãi. Vùng phía bắc là các thôn: Bình Xuân, Bình Thạnh Đông, Bình Thạnh Tây, Mỹ Lợi, Mỹ Xuân và Tân Niên Trung thuộc tổng Hòa Lạc.
Dưới thời Nhà Nguyễn độc lập, Gò Công chỉ là địa danh để chỉ vùng đất thôn Thuận Tắc ban đầu cùng thuộc tổng Hòa Lạc và sau đó là tổng Hòa Lạc Hạ, huyện Tân Hòa, phủ Tân An, tỉnh Gia Định. Toàn bộ địa bàn huyện Tân Hòa khi đó sau này được chính quyền thực dân Pháp đổi thành hạt Gò Công và sau đó là tỉnh Gò Công, với lỵ sở của huyện lúc bấy giờ cũng đặt tại Gò Công, tức thôn Thuận Tắc.
Ngày 9 tháng 11 năm 1864, thực dân Pháp lại thành lập hạt Thanh tra Tân Hòa trên địa bàn huyện Tân Hòa thuộc phủ Tân An, tỉnh Gia Định cũ. Trụ sở hạt Thanh tra Tân Hòa đặt tại Gò Công. Lúc đầu, hạt Thanh tra tạm gọi tên theo tên các phủ huyện cũ, sau mới đổi tên gọi theo địa điểm đóng trụ sở.
Ngày 16 tháng 8 năm 1867, hạt Thanh tra Gò Công được thành lập do đổi tên từ hạt Thanh tra Tân Hòa trước đó, là một trong 24 hạt Thanh tra toàn xứ Nam Kỳ thuộc Pháp lúc bấy giờ.
Ngày 5 tháng 1 năm 1876, các thôn được gọi là làng, đồng thời Gò Công trở thành một hạt tham biện (arrondissement) thuộc khu vực (circonscription) Mỹ Tho do thực dân Pháp đặt ra, với lỵ sở cũng được đặt tại làng Thuận Tắc như cũ.
Ngày 31 tháng 3 năm 1885, tòa Tham biện Gò Công chứng nhận một nghị định đổi tên làng của chính quyền thuộc địa, được đăng trên "Gia Định Báo", theo đó, làng Thuận Tắc và làng Thuận Ngãi được sáp nhập làm một và mang tên làng Thành Phố.
Ngày 20 tháng 12 năm 1899, Toàn quyền Đông Dương ban hành Nghị định về việc đổi tất cả các hạt tham biện thành tỉnh thì từ ngày 1 tháng 1 năm 1900, hạt tham biện Gò Công trở thành tỉnh Gò Công. Tỉnh lỵ Gò Công đặt tại làng Thành Phố thuộc tổng Hòa Lạc Hạ.
Này 9 tháng 2 năm 1913 đến này 9 tháng 2 năm 1924, tỉnh Gò Công bị giải thể và trở thành quận Gò Công trực thuộc tỉnh Mỹ Tho. Lúc này, làng Thành phố trở thành nơi đặt quận lỵ quận Gò Công.
Năm 1913, hai làng: Bình Xuân, Tân Niên Trung vẫn ổn định, ba làng: Bình Thạnh Tây, Mỹ Lợi, Mỹ Xuân nhập vào làng Bình Thạnh Đông thuộc tổng Hòa Lạc Thượng; hai làng Thuận Tắc và Thuận Ngãi nhập lại thành làng Thành Phố thuộc tổng Hòa Lạc Hạ. Làng Thành Phố là Châu Thành, Gò Công của Khu tham biện Tân Hòa, tỉnh Sài Gòn.
Sau năm 1924, khi tỉnh Gò Công được tái lập trở lại thì làng Thành Phố tiếp tục là nơi đặt tỉnh lỵ Gò Công.
Sau năm 1945, chính quyền kháng chiến của Việt Nam Dân chủ Cộng hòa cho thành lập thị xã Gò Công trực thuộc tỉnh Gò Công trên phần đất làng Thành Phố trước đó.
Ngày 2 tháng 4 năm 1955, Chính quyền Việt Nam Cộng hòa, thành lập quận Châu Thành và quận Hòa Đồng thuộc tỉnh Gò Công. Lúc này, làng Thành phố cũng là nơi đặt quận lỵ quận Châu Thành.
Sau năm 1956, các làng gọi là xã. Đồng thời, làng Thành phố (bao gồm hai làng Thuận Tắc và Thuận Ngãi nhập lại vào năm 1885) hợp nhất với làng Long Chánh thành xã Long Thuận.
Ngày 22 tháng 10 năm 1956, Chính quyền Việt Nam Cộng hòa ban hành Quyết định về việc thành lập tỉnh Định Tường trên cơ sở hợp nhất tỉnh Mỹ Tho và tỉnh Gò Công trước đó. Lúc này, quận Châu Thành (tỉnh Gò Công cũ) được đổi tên là quận Gò Công trực thuộc tỉnh Định Tường, quận lỵ vẫn đặt tại xã Long Thuận.
Ngày 20 tháng 12 năm 1963, Chính quyền Việt Nam Cộng hòa ban hành Quyết định về việc tái lập tỉnh Gò Công, tách từ tỉnh Định Tường. Tỉnh lỵ có tên là "Gò Công", về mặt hành chánh thuộc xã Long Thuận, quận Châu Thành (quận Gò Công cũ).
Ngày 6 tháng 4 năm 1965, Chính quyền Việt Nam Cộng hòa ban hành Quyết định về việc sắp xếp hành chính. Theo đó, chia quận Châu Thành thuộc tỉnh Gò Công thành quận Hòa Tân và quận Hòa Lạc. Tỉnh lỵ Gò Công thuộc xã Long Thuận, quận Hòa Lạc.
Năm 1957, Chính quyền Mặt trận dân tộc giải phóng miền Nam Việt Nam (sau này là Chính phủ Cách mạng lâm thời Cộng hòa Miền Nam Việt Nam) và Việt Nam Dân chủ Cộng hòa nhập tỉnh Gò Công và tỉnh Mỹ Tho làm một đơn vị và gọi là tỉnh Mỹ Tho, đồng thời chuyển thành huyện Gò Công trực thuộc tỉnh Mỹ Tho. Lúc này, thị xã Gò Công lại được chính quyền Cách mạng chuyển thành thị trấn Gò Công trực thuộc huyện Gò Công, tỉnh Mỹ Tho.

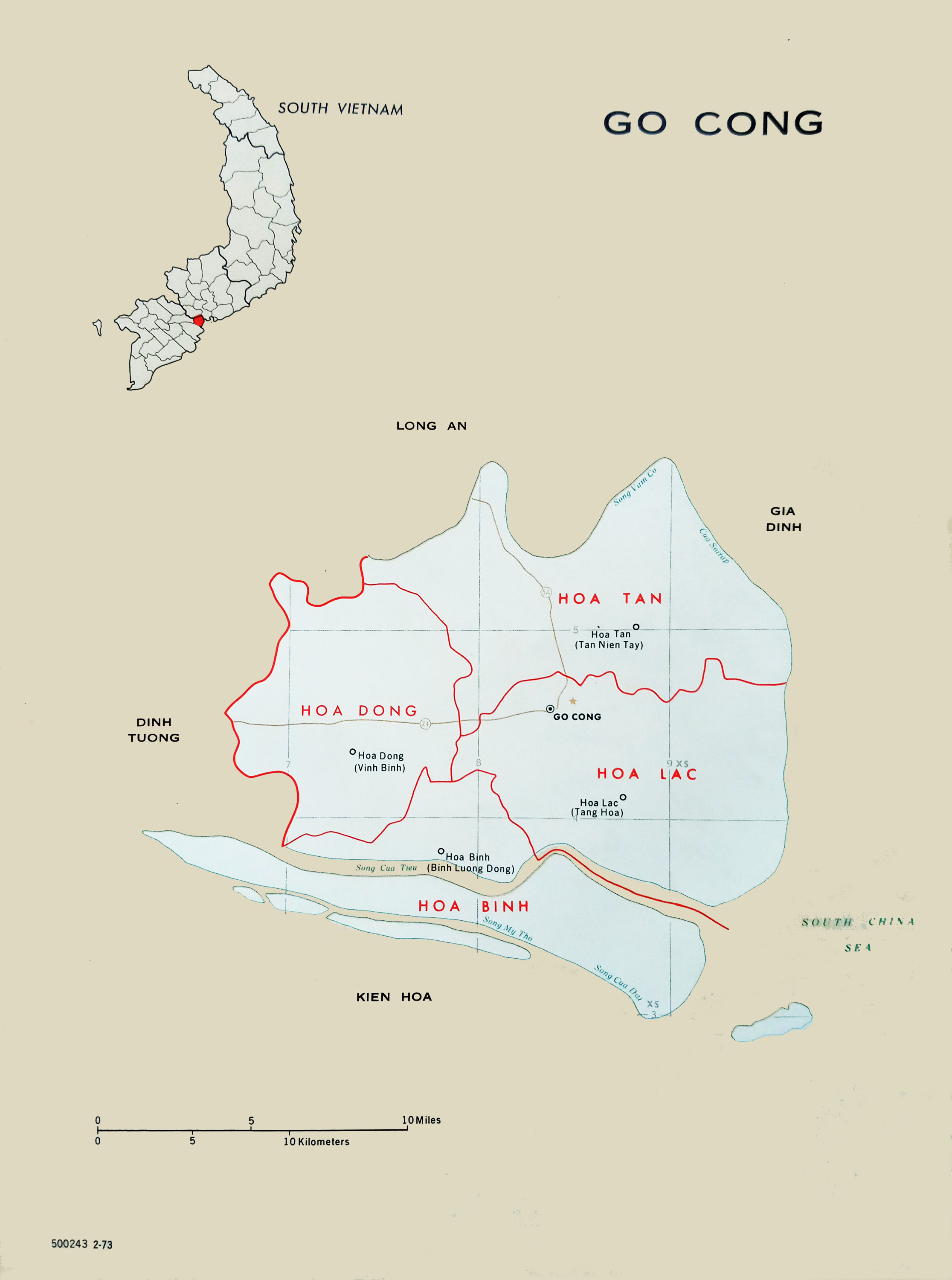
Bản đồ tỉnh Gò Công năm 1973

Tháng 8 năm 1968, Chính quyền Mặt trận dân tộc giải phóng miền Nam Việt Nam tách huyện Gò Công thuộc tỉnh Mỹ Tho để lập lại tỉnh Gò Công. Lúc này, thị xã Gò Công cũng được tái lập. Địa bàn thị xã Gò Công tương ứng với xã Long Thuận thuộc quận Hòa Lạc của chính quyền Việt Nam Cộng hòa.
Sau ngày 30 tháng 4 năm 1975, Chính quyền quân quản Cộng hòa miền Nam Việt Nam lúc bấy giờ ban đầu vẫn đặt thị xã Gò Công trực thuộc tỉnh Gò Công cho đến đầu năm 1976.
Tháng 2 năm 1976, thị xã Gò Công trực thuộc tỉnh Tiền Giang, đồng thời cùng tồn tại song song với huyện Gò Công.
Ngày 26 tháng 3 năm 1977, Hội đồng Bộ trưởng ban hành Quyết định số 77-CP về việc chuyển thị xã Gò Công thuộc tỉnh Tiền Giang thành thị trấn Gò Công, huyện lỵ của huyện Gò Công.
Ngày 13 tháng 4 năm 1979, Hội đồng Chính phủ Quyết định số 155-CP về việc chia huyện Gò Công thành huyện Gò Công Đông và huyện Gò Công Tây:
- Huyện Gò Công Đông gồm có 16 xã: Tân Đông, Tân Trung, Bình Xuân, Bình Đông, Tân Phước, Gia Thuận, Tân Thành, Tân Điền, Phước Trung, Tăng Hòa, Bình Nghị, Bình Ân, Phú Đông, Kiểng Phước, Vàm Láng, Tân Tây và thị trấn Gò Công.
- Huyện Gò Công Tây gồm có 15 xã: Bình Nhì, Thạnh Nhựt, Đồng Sơn, Đồng Thạnh, Yên Luông, Bình Tân, Bình Phú, Thành Công, Long Vĩnh, Vĩnh Hựu, Tân Thới, Tân Phú, Phú Thạnh, Long Bình, Thạnh Trị và thị trấn Vĩnh Bình.

Ngày 16 tháng 2 năm 1987, Hội đồng Bộ trưởng ban hành Quyết định số Quyết định số 37-HĐBT về việc:
- Tái lập thị xã Gò Công trên cơ sở thị trấn Gò Công; một phần diện tích, dân số của xã Tân Đông; một phần diện tích, dân số của xã Bình Nghị với tổng diện tích tự nhiên 2.207 hécta cùng 40.115 nhân khẩu của huyện Gò Công Đông và một phần diện tích, dân số của xã Yên Luông; một phần diện tích, dân số của xã Thành Công với tổng diện tích tự nhiên 893 hécta với 7.843 nhân khẩu của huyện Gò Công Tây.
- Thành lập Phường 1 và Phường 2 từ thị trấn Gò Công cũ.

Thị xã Gò Công có diện tích 31 km², dân số 48.043 người, bao gồm 2 phường: 1, 2 và 4 xã: Long Chánh, Long Hưng, Long Hòa, Long Thuận.
Ngày 23 tháng 6 năm 1994, Chính phủ ban hành Nghị định số 69-CP về việc:
- Thành lập Phường 3 trên cơ sở một phần diện tích và nhân khẩu của xã Long Hưng
- Thành lập Phường 4 trên cơ sở một phần diện tích và nhân khẩu của xã Long Chánh.

Ngày 9 tháng 12 năm 2003, Chính phủ ban hành Nghị định số 154/2003/NĐ-CP về việc thành lập Phường 5 trên cơ sở 160 ha diện tích tự nhiên và 7.740 nhân khẩu của xã Long Hòa.
Ngày 21 tháng 1 năm 2008, Chính phủ ban hành Nghị định số 09/2008/NĐ-CP về việc:
- Chuyển các xã Bình Đông, Bình Xuân, Tân Trung thuộc huyện Gò Công Đông về thị xã Gò Công quản lý.
- Điều chỉnh 580,72 ha diện tích tự nhiên và 2.238 nhân khẩu của xã Thành Công thuộc huyện Gò Công Tây về xã Bình Xuân thuộc thị xã Gò Công quản lý.

Thị xã Gò Công có 10.198,48 ha diện tích tự nhiên và 97.709 nhân khẩu, có 12 đơn vị hành chính trực thuộc, bao gồm 5 phường: 1, 2, 3, 4, 5 và 7 xã: Long Hoà, Long Thuận, Long Hưng, Long Chánh, Tân Trung, Bình Đông, Bình Xuân.
Ngày 14 tháng 4 năm 2017, Bộ Xây dựng ban hành Quyết định số 368/QĐ-BXD về việc công nhận thị xã Gò Công là đô thị loại III.
Ngày 19 tháng 3 năm 2024, Ủy ban Thường vụ Quốc hội ban hành Nghị quyết số 1013/NQ-UBTVQH15 về việc sắp xếp, thành lập các phường thuộc thị xã Gò Công và thành lập thành phố Gò Công thuộc tỉnh Tiền Giang (nghị quyết có hiệu lực từ ngày 1 tháng 5 năm 2024). Theo đó:
- Sáp nhập Phường 4 vào Phường 1.
- Sáp nhập Phường 3 vào Phường 2.
- Chuyển 4 xã: Long Chánh, Long Hòa, Long Hưng, Long Thuận thành 4 phường có tên tương ứng.
- Thành lập thành phố Gò Công thuộc tỉnh Tiền Giang trên cơ sở toàn bộ diện tích tự nhiên và dân số của thị xã Gò Công.

Thành phố Gò Công có diện tích 101,69 km², dân số là 151.937 người, bao gồm 7 phường và 3 xã như hiện nay.

## Giao thông
Quốc lộ 50 kết nối thành phố Gò Công với Thành phố Hồ Chí Minh về phía bắc qua tỉnh Long An, với thành phố Mỹ Tho về phía tây gần nút giao Trung Lương.
Đường Mạc Văn Thành (ĐT871) kết nối thành phố Gò Công đi thị trấn Vàm Láng
Đường Nguyễn Thìn kết nối đi các xã ven biển thuộc huyện Gò Công Đông (Kiểng Phước, Tân Điền).
Đường Thủ Khoa Huân (ĐT682) kết nối đi biển Tân Thành, huyện Gò Công Đông.
Đường Huyện lộ 7 kết nối đi thị trấn Vĩnh Bình và các xã thuộc huyện Gò Công Tây.
Đường tỉnh 877 kết nối xã Bình Tân, xã Long Bình thuộc huyện Gò Công Tây.

### Đường phố
| - Ao Thiếc - Bạch Đằng - Đỗ Trình Thoại - Đồng Khởi - Hai Bà Trưng - Hồ Biểu Chánh (Quốc lộ 50) - Hoàng Tuyển - Lăng Hoàng Gia - Lê Lợi - Lê Thị Hồng Gấm - Lưu Thị Dung - Lý Thường Kiệt - Lý Tự Trọng - Mạc Văn Thành (ĐT871) - Ngô Tùng Châu | - Nguyễn Đình Chiểu - Nguyễn Huệ - Nguyễn Thái Học - Nguyễn Thìn - Nguyễn Trãi - Nguyễn Tri Phương - Nguyễn Trọng Dân - Nguyễn Trọng Hợp - Nguyễn Trường Tộ - Nguyễn Văn Côn - Phạm Đăng Hưng - Phạm Ngũ Lão - Phạm Thị Bạch Vân - Phan Bội Châu - Phan Chu Trinh | - Phan Đình Phùng - Phùng Thanh Vân - Rạch Gầm - Tết Mậu Thân - Thủ Khoa Huân (ĐT862) - Trần Công Tường - Trần Hưng Đạo - Trương Công Luận - Trương Định - Trương Quyền - Từ Dũ (Quốc lộ 50) - Việt Cúc - Võ Duy Linh (ĐT877) - Võ Thị Lớ - Võ Văn Kiết. |

### Tên đường ở thành phố Gò Công trước năm 1975
- Đường Phạm Đăng Hưng (cũ) nay là đường Trương Định
- Đường Võ Tánh nay là đường Rạch Gầm
- Đường Phan Thanh Giản nay là đường Lê Thị Hồng Gấm
- Đường Tân Hội và Nguyễn Trãi nay là đường Phan Chu Trinh
- Đường Lý Thường Kiệt nay là đường Phan Đình Phùng
- Đường Huyện Nguơn, Chủ Sự Thiều, Tổng Thư và Đồ Chiểu nay là đường Nguyễn Huệ
- Đường Huyện Tri nay là đường Võ Duy Linh
- Đường Hai Bà Trưng,Duy Tân và Tổng Đốc Phương nay là đường Hai Bà Trưng
- Đường Joffre, Thái Lập Thành, Hộ Mưu nay là đường Nguyễn Văn Côn
- Đường Nguyễn Thái Học nay là đường Thủ Khoa Huân
- Đường Phan Đình Phùng,Phan Châu Trinh nay là đường Nguyễn Trãi
- Đường Nguyễn Văn Thinh nay là Quốc lộ 50
- Đường Từ Dũ nay là đường Lý Tự Trọng
- Đường Hàm Nghi và Lê Văn Duyệt nay là đường Lưu Thị Dung
- Đường Gia Long và Trần Hưng Đạo nay là đường Trần Hưng Đạo.

### Những con đường mất hẳn do quy hoạch
- Đường Đốc Phủ Vinh
- Hẻm số 13
- Đường Trịnh Hoài Đức
- Đường Paulus Của
- Đường Nguyễn Công Trứ
- Đường Nguyễn Du
- Đường Cả
- Đường Pétrus Ký.

## Danh nhân
Gò Công là quê hương của rất nhiều nhân vật kiệt xuất như:
- Nguyễn Văn Hiếu là tướng chúa Nguyễn và là quan nhà Nguyễn
- Bình Tây Đại nguyên soái Trương Định (Trương Định là người gốc Quảng Ngãi)
- Nhà văn Hồ Biểu Chánh,...

Gò Công cũng được cho là vùng đất nhan sắc với hai hoàng hậu thời nhà Nguyễn xuất thân từ Gò Công: Hoàng thái hậu Từ Dụ, Nam Phương Hoàng hậu.

## Hình ảnh

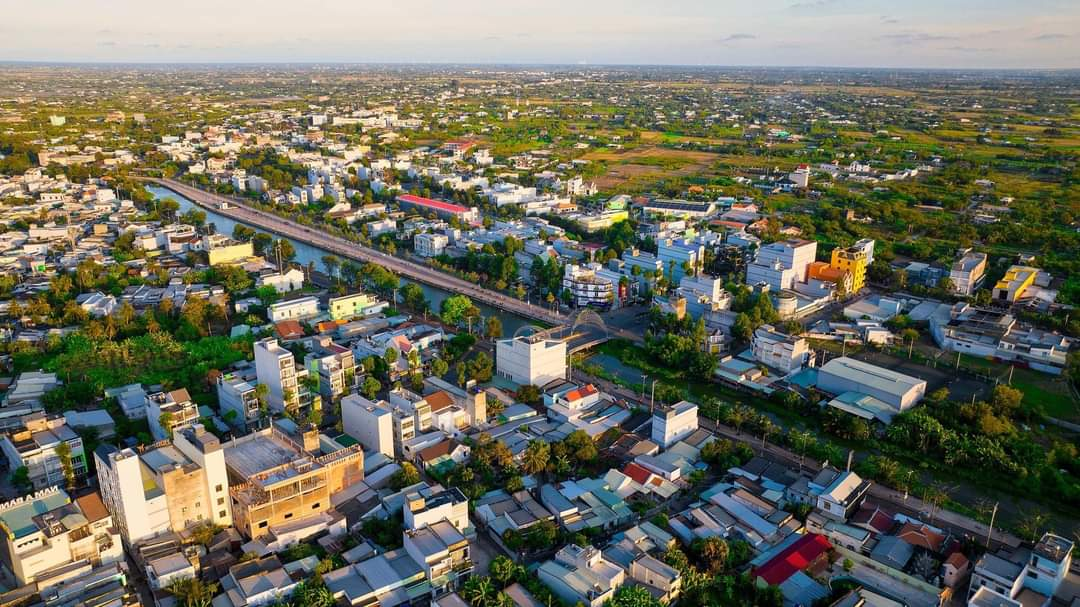
Một góc thành phố Gò Công
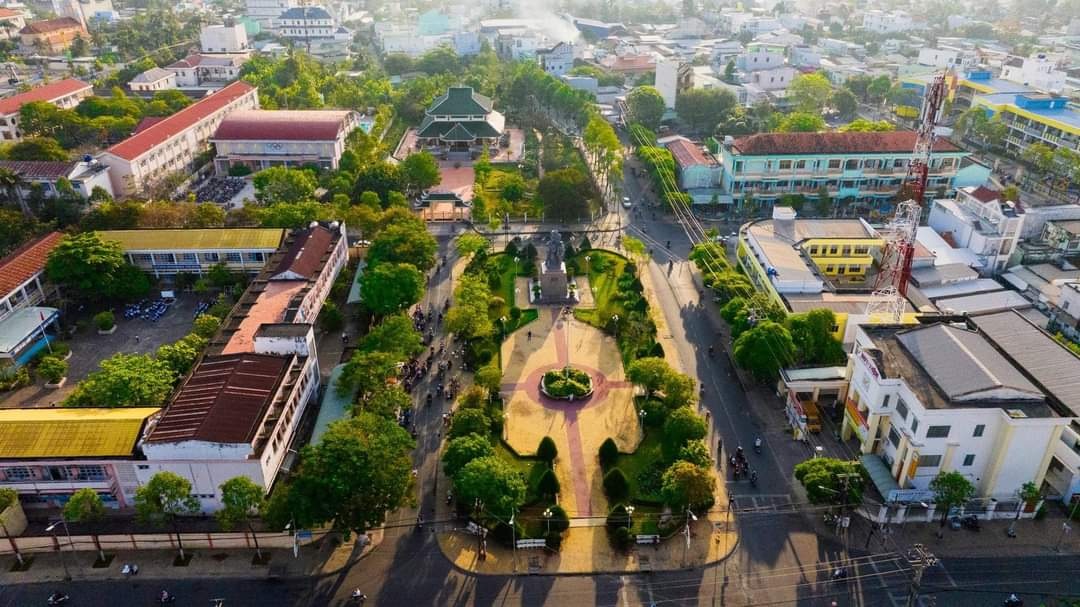
Công viên Đài chiến tích Tết Mậu Thân
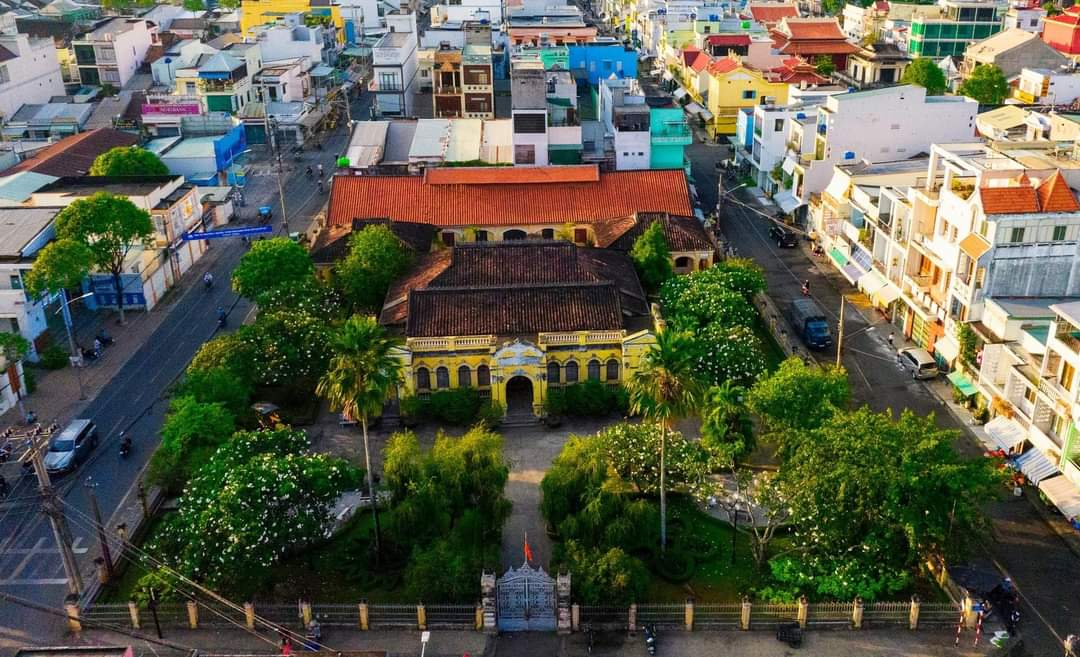
Dinh Đốc phủ Hải
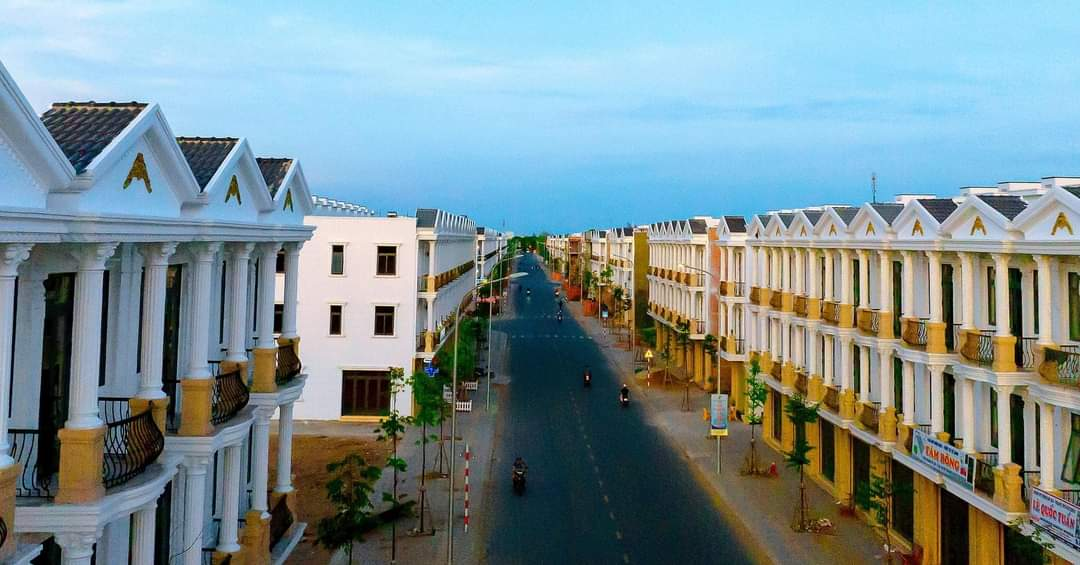
Một góc khu phố Nguyễn Trọng Dân thuộc Phường 1
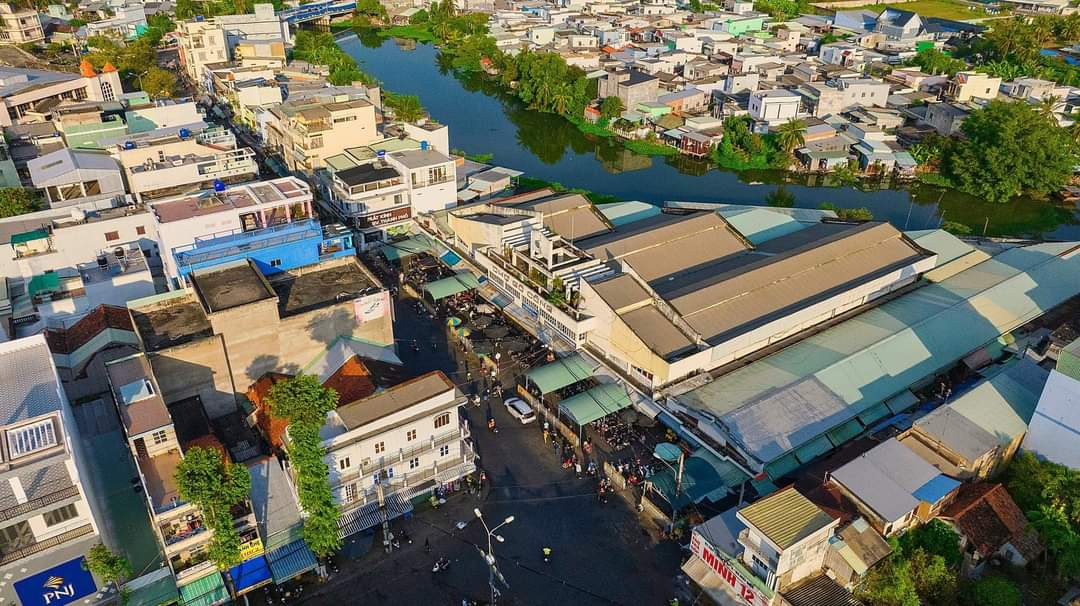
Chợ thành phố Gò Công
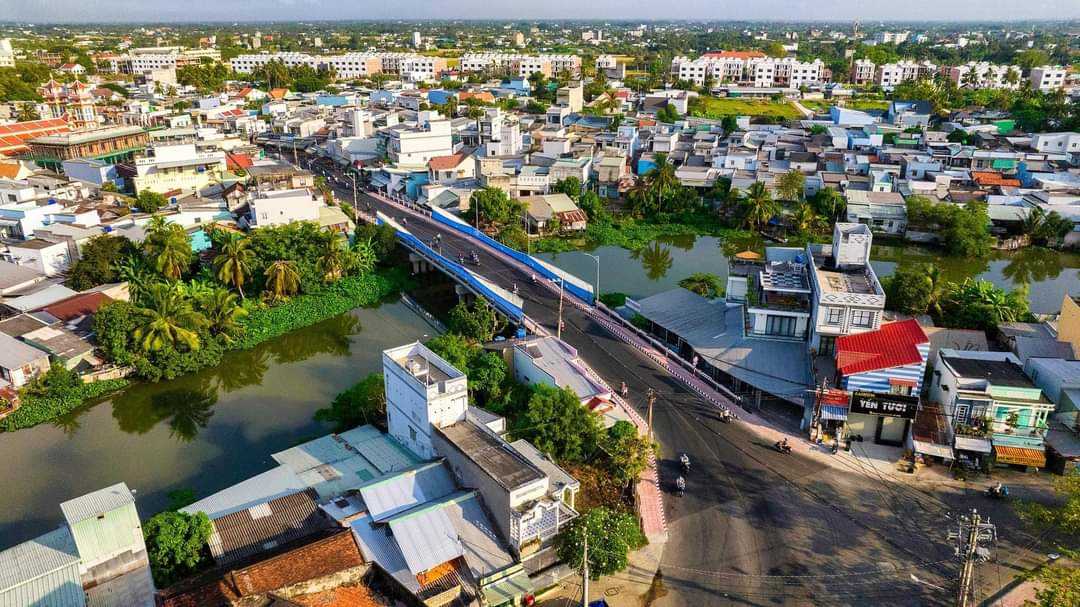
Một góc thành phố Gò Công
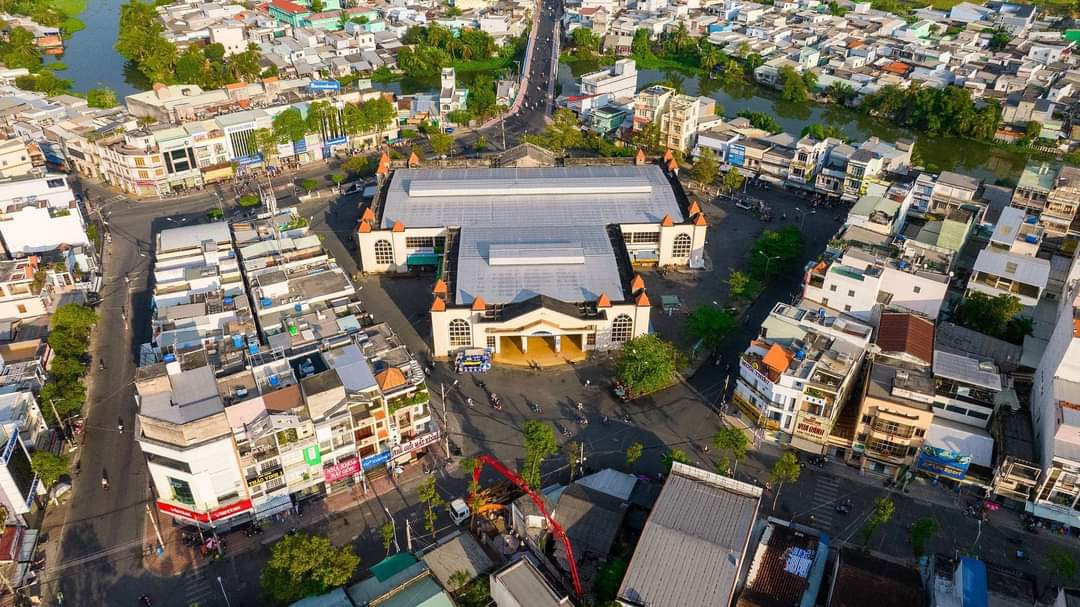
Chợ mới thành phố Gò Công
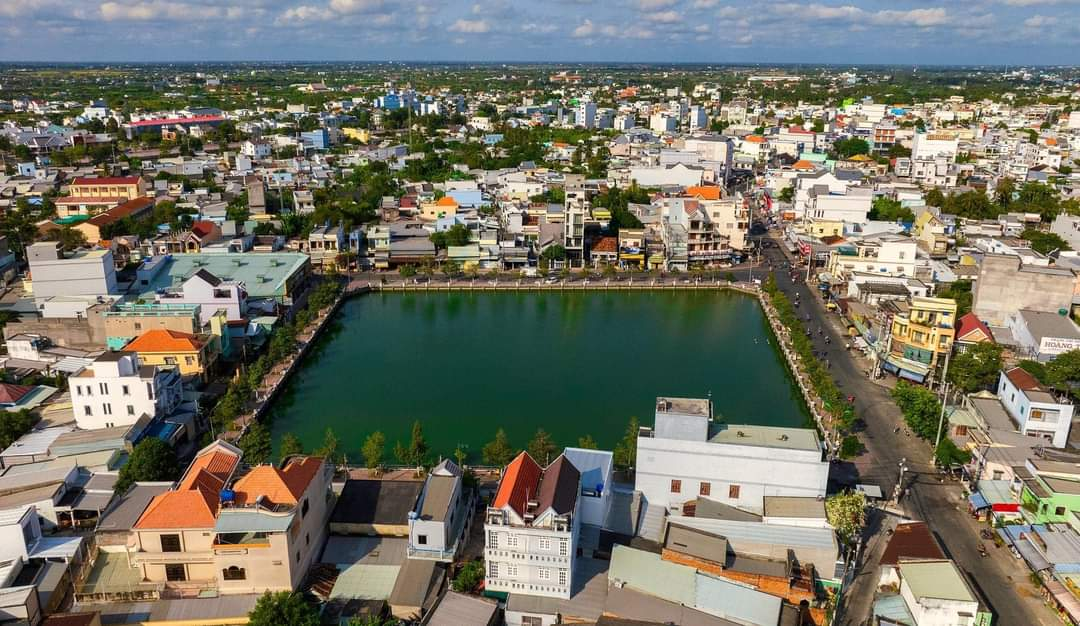
Ao Trường Đua
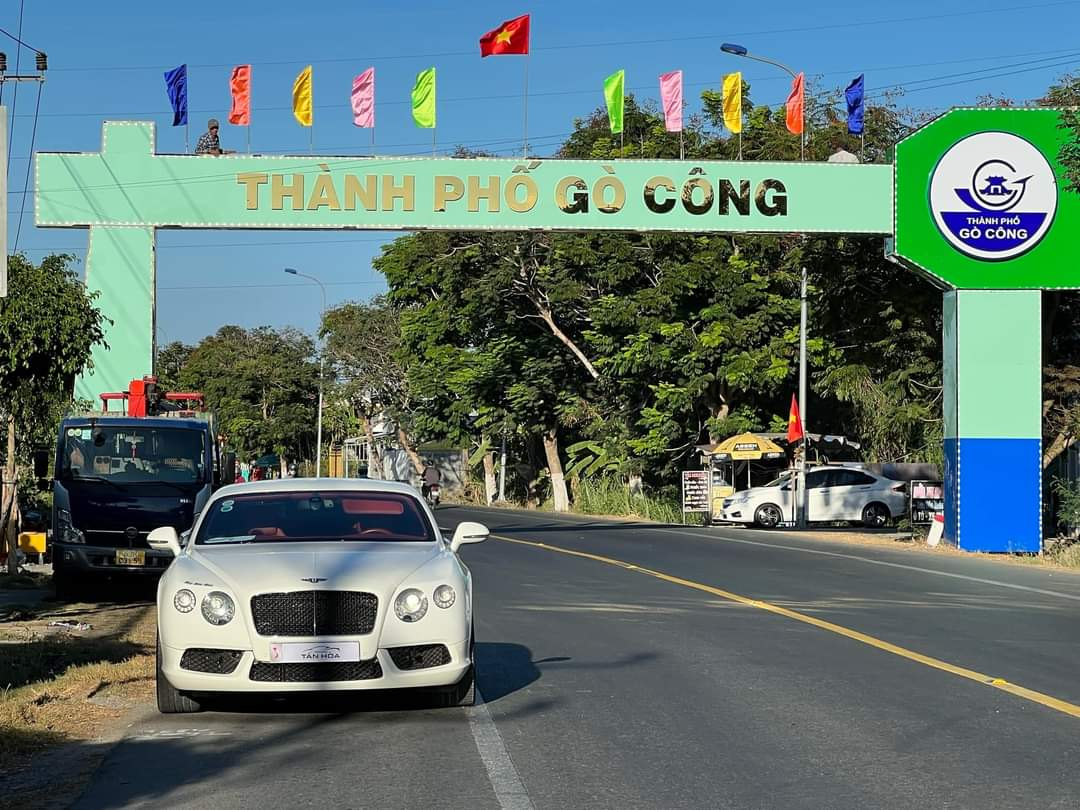
Cổng chào thành phố Gò Công
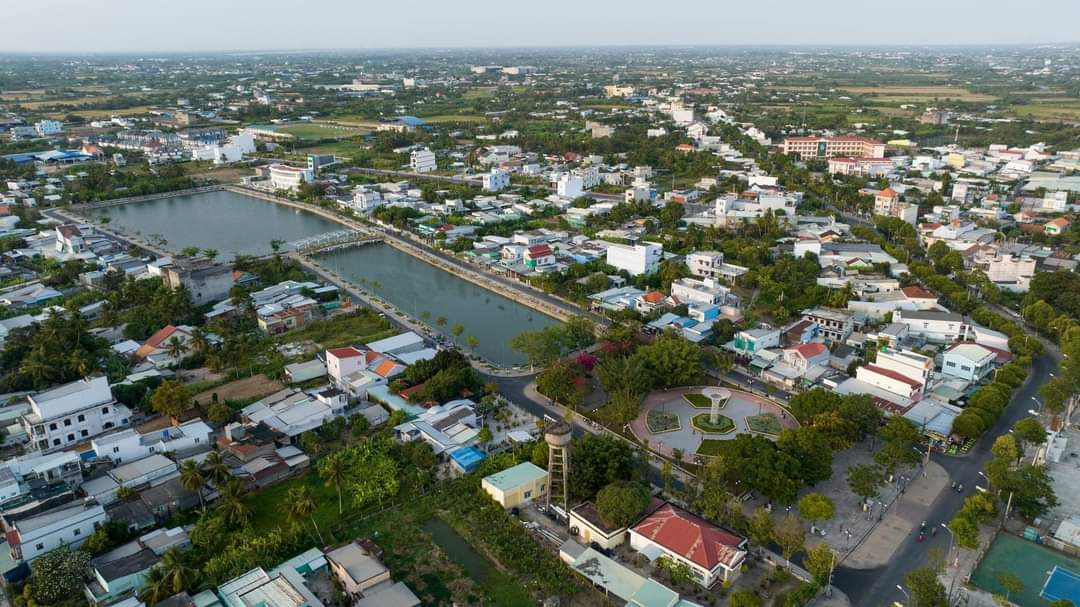
Công viên Ao Thiếc